# Estadio Socum

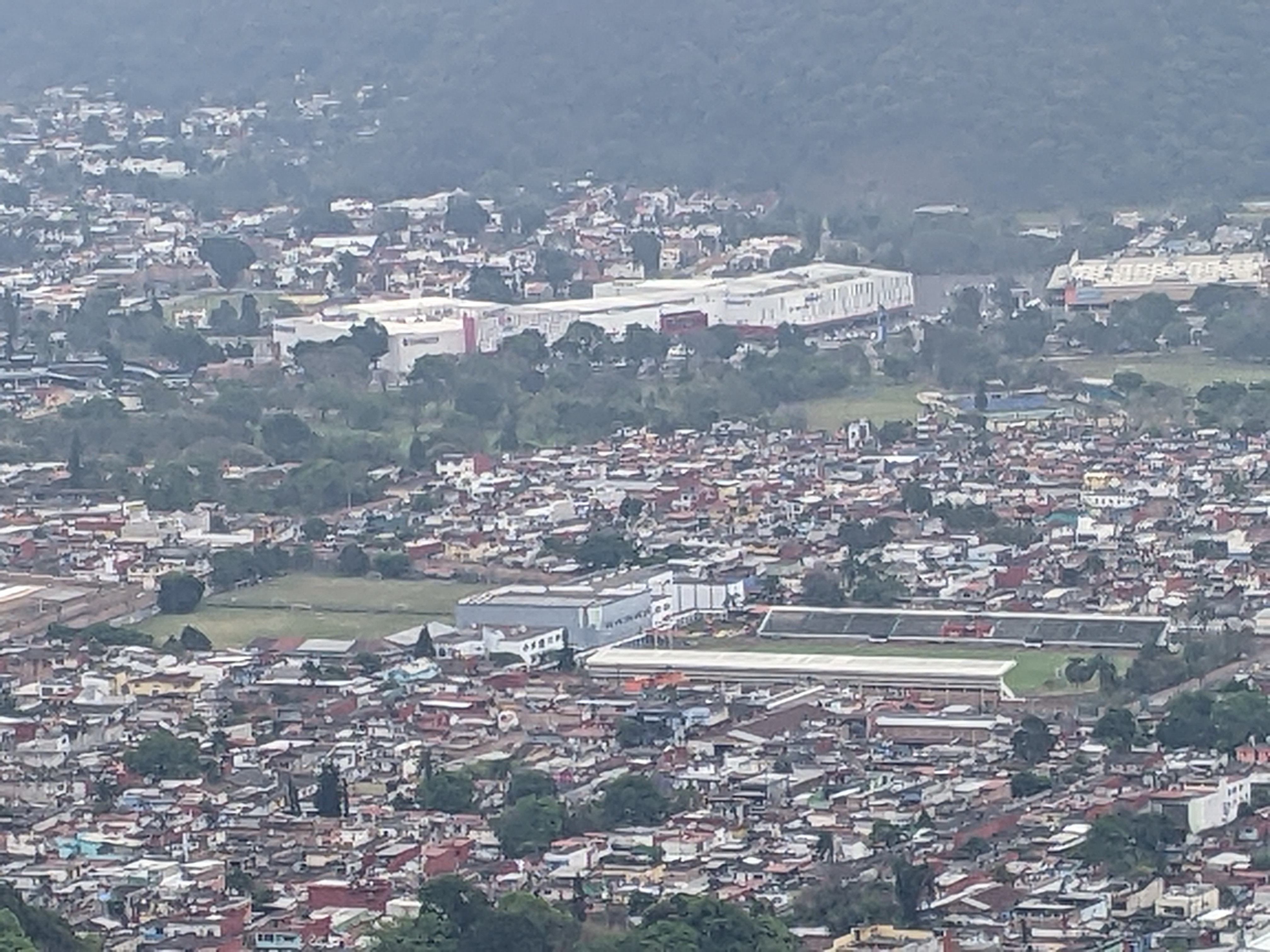
Luftaufnahme des Estadio Socum (rechts), auf der linken Seite ist der mit dem Stadion verbundene Trainingsplatz zu sehen.

Das Estadio de la Sociedad Cuauhtémoc Moctezuma, kurz Estadio Socum (eine Abkürzung der drei letzten Worte: So-Cu-M), ist ein Fußballstadion in der mexikanischen Stadt Orizaba im Bundesstaat Veracruz, das etwa 7000 Besuchern Platz bietet.

## Geschichte der Sportstätten in Orizaba

### Die ersten Sportstätten
Die ersten Fußballspiele wurden auf dem im Osten Orizabas gelegenen Gelände der 1892 gegründeten Fabrik „Santa Gertrudis del Yute“ ausgetragen, in der die Gründungsmitglieder der 1901 ins Leben gerufenen Fußballabteilung des Orizaba Athletic Club arbeiteten. Der erste richtige Fußballplatz wurde um die Jahrhundertwende auf dem Gelände der Textilfabrik von Cocolapan errichtet, dessen Rasen seinerzeit als „exzellent“ galt.
Die 1916 gegründete Asociación Deportiva Orizabeña, kurz A.D.O., begann schon bald mit der Planung eines eigenen Sportparks, der mit dem Campo A.D.O. der an der Ecke der Straßen Poniente 4 und Norte 11 im Barrio de la Alameda realisiert wurde. In deren Stadion spielte in den 1930er-Jahren auch der Stadtrivale Moctezuma bis zur Fertigstellung von dessen Stadion (siehe nächstes Kapitel).

### Campo Moctezuma
Der Campo Moctezuma wurde 1939 auf dem Gelände der in Orizaba ansässigen Moctezuma-Brauerei eröffnet, um der von der Brauerei ins Leben gerufenen Fußballmannschaft UD Moctezuma eine Heimspielstätte zu geben. Sein Eingang befand sich am südlichen Ende der calle Sur 14, wo das zugemauerte Tor an der entlang der Avenida Poniente 9 führenden Mauer der Brauerei noch an die Vergangenheit erinnert. Der Haupteingang der heutigen Cervecería Cuauhtémoc Moctezuma (die offizielle Bezeichnung der Brauerei seit der Fusion mit der Cerveceria Cuauhtémoc aus Monterrey im Jahr 1988) befindet sich in der benachbarten calle Sur 10. Der Campo Moctezuma wurde 1974 geschlossen.
Auch der später ebenfalls maßgeblich von der Brauerei unterstützte Orizaba FC bestritt in diesem Stadion bis zur Saison 1972/73 seine Heimspiele in der zweiten Liga.

### Estadio Socum
Das heutige Estadio Socum wurde 1976 eröffnet, nachdem der alte Campo Moctezuma abgerissen und in Lager- und Verladeräume der Brauerei umgewandelt worden war.
Das Estadio Socum wurde ursprünglich Estadio Moctezuma bzw. Nuevo Estadio Moctezuma und auch Unidad Deportiva Moctezuma genannt, weil die Moctezuma-Brauerei von Anfang an den Stadionbau unterstützt und die Namensrechte erworben hatte. Nach der 1988 erfolgten Fusion mit der Cuauhtémoc-Brauerei wurde der Name des Stadions in Estadio de la Sociedad Cuauhtémoc Moctezuma bzw. verkürzt in Estadio Socum geändert. Dieses Stadion befindet sich etwa zwei Kilometer nordöstlich des alten Campo Moctezuma in der calle Norte 10.

### Geplantes neues Stadion
Bereits im Januar 2010 wurde der Bau eines neuen Fußballstadions in Orizaba, das rund 30.000 Zuschauer fassen sollte, genehmigt. Standort des Stadions, das für eine Co-Gastgeber-Rolle Orizabas für die Zentralamerika- und Karibikspiele 2014 in Veracruz geplant war, sollte das Gelände der ehemaligen Fabrik von Cocolapan sein, das in den 1920er Jahren bereits der Fußballmannschaft der A.D.O. als Heimspielstätte diente. Noch im Februar 2011 vermeldete die Tageszeitung El Sol de Orizaba: „Das Fußballstadion ist das wichtigste Projekt dieser Stadt; nicht nur als geplanter Austragungsort für die Zentralamerikanischen und Karibischen Spiele 2014, sondern auch zur Wirtschaftsförderung im Zentrum des Bundesstaates Veracruz.“ Der Bau ist jedoch nicht zustande gekommen.
Die Planung eines neuen Fußballstadions war jedoch zu keiner Zeit vom Tisch und lebte spätestens 2017 mit zunächst noch vagen Plänen wieder auf. 2018 wurden Pläne bekannt, dass das lange geplante neue Stadion im Barrio Rincón Grande im Südosten der Stadt errichtet und im Laufe des Jahres 2019 fertiggestellt werden sollte. Dieses Stadion sollte rund 20.000 Besucher fassen und etwa 200 Millionen Mexikanische Pesos kosten. Damals hieß es, dass die konkreten Baupläne im Oktober 2018 offiziell vorgestellt werden sollten. Doch auch dieses ehrgeizige Vorhaben ist nicht zustande gekommen und Ende 2021 jeglichem Stadionneubauprojekt eine Absage erteilt worden. Stattdessen wurde bekräftigt, dass der Fußball in Orizaba sich auch zukünftig auf das Estadio Socum konzentrieren soll.

### Kleinstadien in Orizaba

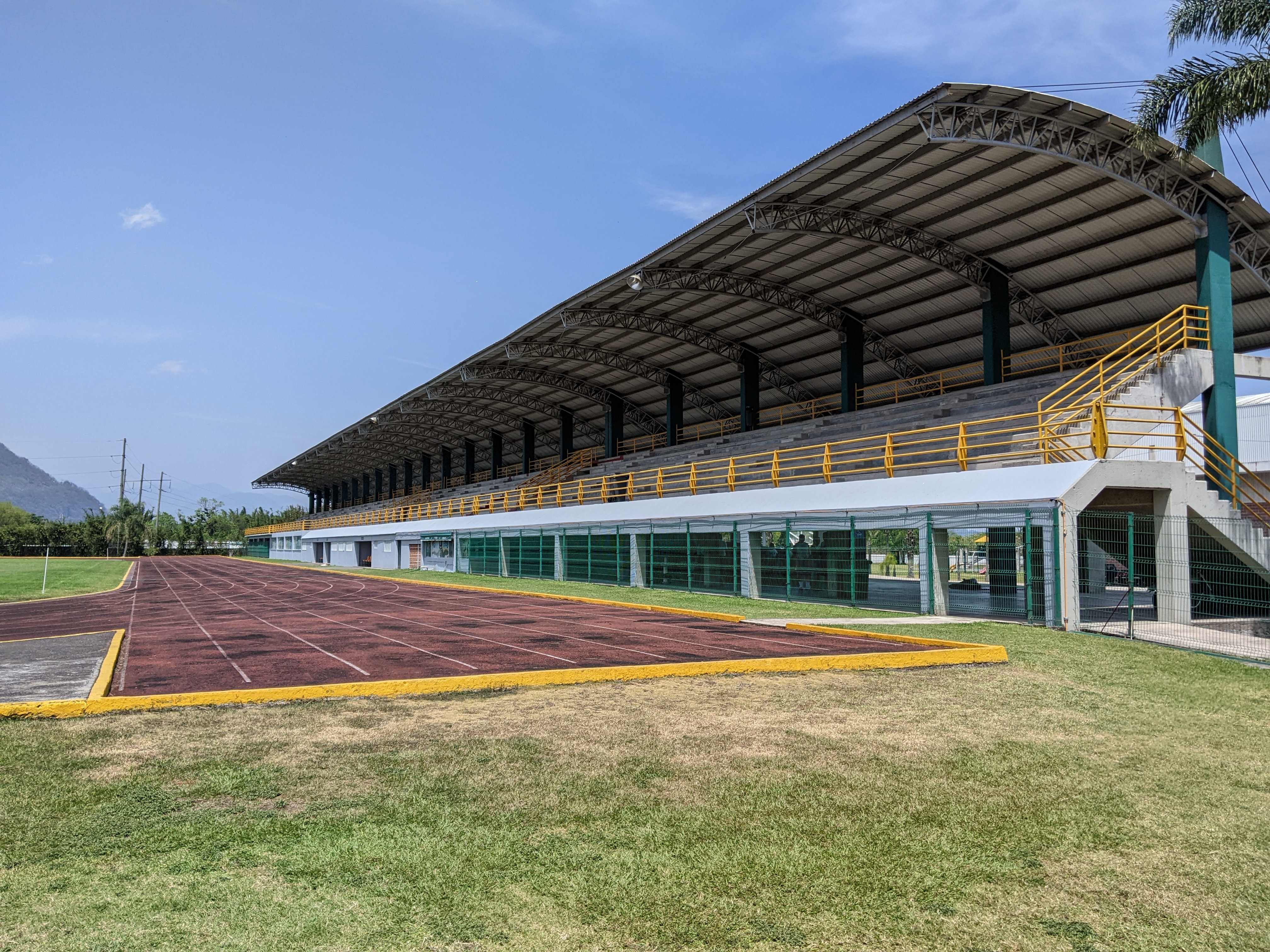
Das Estadio CDO ist das nach dem Estadio Socum bedeutendste Stadion der Stadt.

Neben dem Estadio Socum als größtem Stadion der Stadt gibt es noch drei Kleinstadien – Fußballplätze mit jeweils einer Tribüne – von denen zwei von örtlichen Universitätseinrichtungen betrieben werden:
In unmittelbarer Nachbarschaft des Estadio Socum befindet sich der Campo del Instituto Tecnológico de Orizaba, in dem die Fußballmannschaften der Búhos del ITO (sowie sein weibliches Äquivalent mit der Bezeichnung Buhas del ITO) der 1957 gegründeten Bildungseinrichtung Instituto Tecnológico de Orizaba, kurz ITO, ihre Heimspiele austragen. Außerdem war das Stadion bereits mehrfach Spielort der Qualifikationsturniere für die Endrundenteilnahme um die Meisterschaft der Institutos Teconólogicos de México.
Das andere „Universitätsstadion“ Estadio La Cumbre befindet sich im Osten der Stadt und wird von der Universidad del Golfo de México Norte, kurz UGM Norte, betrieben. Deren Mannschaft mit der Bezeichnung Académicos del UGM Norte wurde 2001 gegründet und verbrachte bereits mehrere Spielzeiten in der viertklassigen mexikanischen Halbprofiliga Tercera División, in der sie auch gegenwärtig (Saison 2022/23) vertreten ist. Das Stadion wurde am 30. April 2016 offiziell mit einer Begegnung zwischen den beiden Traditionsvereinen A.D.O. und Moctezuma eingeweiht und befindet sich am Fuße des Cerro de Escamela.
Das dritte Kleinstadion Complejo Deportivo Orizaba, kurz CDO (und zur Unterscheidung von 2 weiteren gleichnamigen Sporteinrichtungen in der Stadt auch als CDO Sur bezeichnet), befindet sich im äußersten Südosten der Stadt und diente in der Vergangenheit unter anderem als Spielstätte für den Drittligisten Montañeses FC, als das Estadio Socum wegen der COVID-19-Pandemie zeitweise geschlossen war. Außerdem ist es die Heimspielstätte des 2021 neu gründeten Orizaba FC, der seither in der United Premier Soccer League México, kurz UPSL MX, mitwirkt.